# اتفاقية التجارة الحرة بين باكستان وكوريا الجنوبية

اتفاقية التجارة الحرة بين باكستان وكوريا الجنوبية هي اتفاقية تجارة حرة مقترحة بين باكستان وكوريا الجنوبية.
تم اقتراح اتفاقية التجارة الحرة من قبل وزير التجارة الباكستاني خورام داستجير خان في زيارته إلى سيول في عام 2015. واتفق البلدان على إجراء دراسات بحثية حول جدواها، والتي تم الانتهاء منها في عام 2016. في 22 سبتمبر 2016 أعلن سفير جمهورية كوريا الدكتور دونج جو سوه ووزير التجارة خورام داستجير خان أن الجانبين اتفقا على دفع عملية الاتفاق إلى الأمام في ضوء الجدوى الإيجابية.